# Verneuil-sous-Coucy
Verneuil-sous-Coucy ist eine französische Gemeinde mit 136 Einwohnern (Stand: 1. Januar 2022) im Département Aisne in der Region Hauts-de-France. Sie gehört zum Arrondissement Laon und zum Kanton Vic-sur-Aisne.

## Lage
Die Gemeinde Verneuil-sous-Coucy liegt am Westrand des Höhenzuges Chemin des Dames, zehn Kilometer südöstlich von Chauny und 24 Kilometer westlich von Laon. Sie grenzt im Norden an Barisis-aux-Bois, im Nordosten an Fresnes-sous-Coucy, im Osten an Coucy-la-Ville, im Süden an Coucy-le-Château-Auffrique sowie im Westen an Folembray.

## Bevölkerungsentwicklung
| Jahr                       | 1962 | 1968 | 1975 | 1982 | 1990 | 1999 | 2006 | 2015 | 2022 |
| -------------------------- | ---- | ---- | ---- | ---- | ---- | ---- | ---- | ---- | ---- |
| Einwohner                  | 118  | 114  | 139  | 127  | 171  | 135  | 127  | 126  | 136  |
| Quellen: Cassini und INSEE |      |      |      |      |      |      |      |      |      |

## Sehenswürdigkeiten
- Église-de-la-Nativité-de-la-Vierge (Kirche Mariä Geburt)

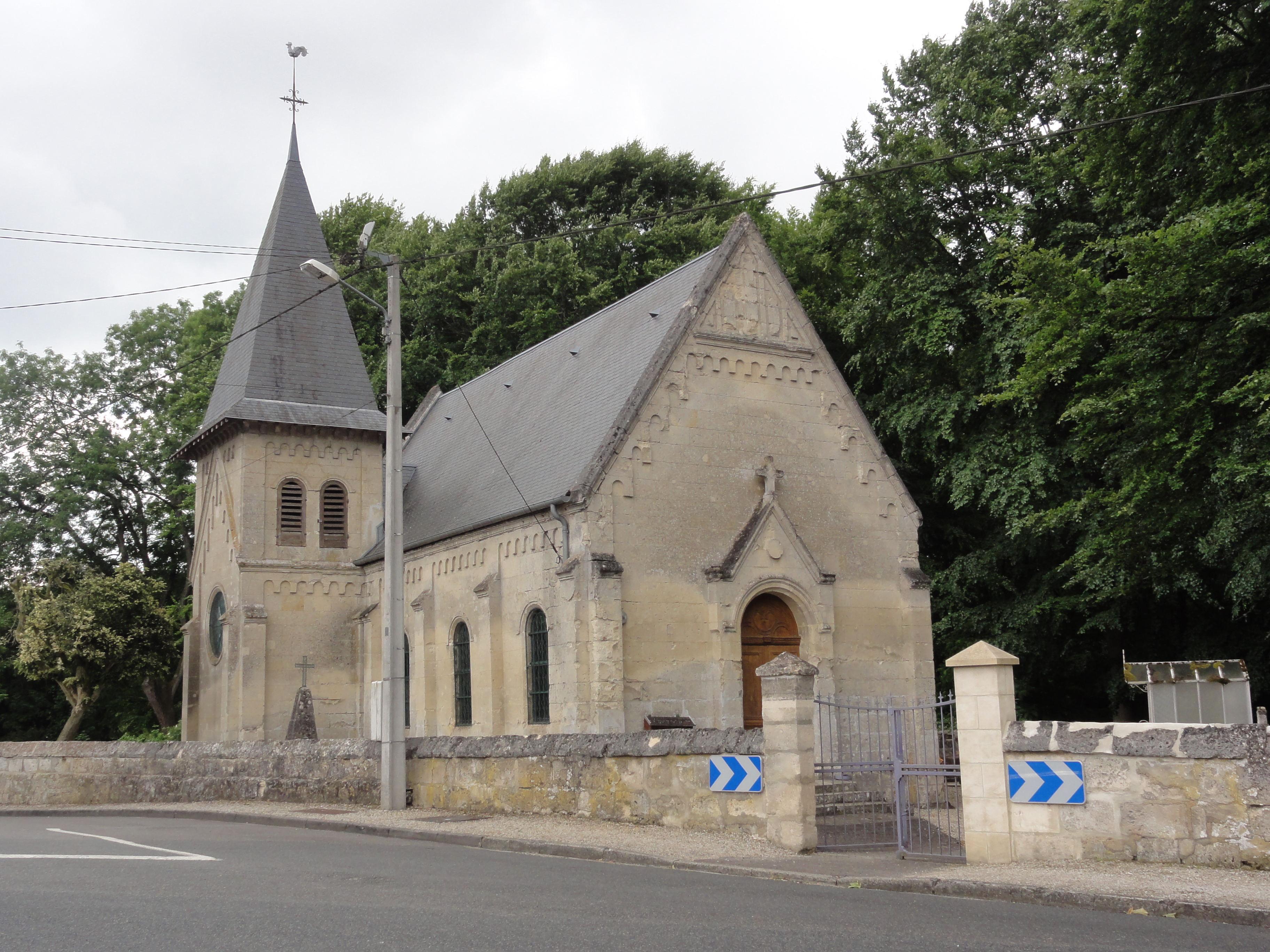
Kirche Mariä Geburt

- Schloss